# El carnaval dels animals

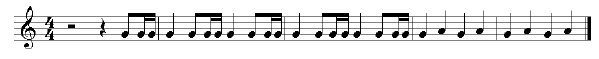
Fragment del primer moviment.

El carnaval dels animals (francès: Le Carnaval des animaux) és una suite musical en 14 moviments composta pel compositor romàntic francès Camille Saint-Saëns. La suite sencera té una durada aproximada d'entre 22 i 30 minuts.

## Història
Saint-Saëns va compondre El Carnaval al febrer de 1886 mentre estiuejava en un petit poble d'Àustria. Originalment la va concebre per a un grup de cambra compost per flauta, clarinet, dos pianos, harmònica de vidre, xilòfon, dos violins, viola, violoncel i contrabaix, però també se sol interpretar en la versió per a orquestra de corda, i amb un glockenspiel en substitució de la infreqüent harmònica de vidre.
| El carnaval dels animals |
| |
| Gravació completa dels 14 moviments, interpretats pels pianistes Neil i Nancy O'Doan i la Seattle Youth Symphony dirigida per Vilem Sokol. |
| |

El compositor va planejar l'obra com a broma per a un dia de carnestoltes, així que apareixen lleons, gallines, tortugues, cangurs, rucs i diversos animals més, i té tocs de bon humor per aquí i per allà. Un d'ells és que Saint-Saëns va manllevar música d'altres compositors i la va posar en un context molt diferent de l'original. Així, va inserir des de cançons antigues franceses fins al “Can-can”, passant per un fragment de la Dansa macabra del mateix Saint-Saëns.
Només es van fer interpretacions privades per a un cercle d'amics íntims, com Franz Liszt. No obstant això, Saint-Saëns va disposar en el seu testament que la suite podria ser publicada després de la seva mort, i des de llavors s'ha convertit en una de les seves obres més populars.
A Catalunya es va estrenar el 26 d'octubre de 1922 per l'Orquestra Pau Casals al Palau de la Música de Barcelona.

## Argument
Com suggereix el títol, l'obra segueix un programa zoològic i va des del primer moviment ("Introducció i marxa real del Lleó"), passant pels retrats del elefant i el ruc ("Personatges amb llargues orelles") fins al final, quan represa molts dels temes anteriors.
Diversos dels moviments contenen picades d'ullet humorístiques:
- "Pianistes" descriu a uns estudiants de piano mentre practiquen les seves escales.
- "Tortugues" utilitza de manera enginyosa el conegut cancan de l'opereta de Jacques Offenbach Orfeu als Inferns, tocant l'habitualment dislocada melodia a un tempo inusualment lent i pausat.
- "L'Éléphant" és la "Danse des sylphes" d'Hector Berlioz en una tessitura molt més greu que l'original, a manera de solo per al contrabaix. També cita breument el Scherzo de "El somni d'una nit d'estiu" de Felix Mendelssohn. S'escolta al final de la secció que serveix de pont modulant.
- "Fòsils" cita la Dansa macabra del propi Saint-Saëns, cançons infantils com: Au clair de la Lune, J'ai du bon tabac i Ah! vous dirai-je, Maman, i també l'aria d' Una voce poco fa d'El barber de Sevilla de Gioachino Rossini.
- Es creu que la secció dels "Personatges amb llargues orelles" va dirigida als crítics musicals. També són els últims animals que s'escolten en l'apoteosi final, bramant.
- "Hémiones" Els dos pianos es llancen en una desenfrenada carrera en tonalitat de do menor, emulant el comportament esquiu d'aquests inusuals animalons.
- "Li cygne" una de les parts més tranquil·les de l'obra, on dos pianos i un celo interpreten el serè i natural passeig d'un cigne en el seu hàbitat natural.

- "Final": l'abrupte despertar dels pianos, seguits pel glockenspiel, ens anuncien que el final de l'obra ha arribat i amb ell es passa revista a la majoria dels animals representats en escena.
- "Volière": els pianos amb els seus melodiosos adorns acompanyen a la flauta, que virtuosament representa el lliure vol dels ocells, entre d'altres.
- "Aquari": Pianos, instruments de corda, una flauta i el glockenspiel interpreten una melodia misteriosa, representant a diversos peixos surant dins d'un aquari.

## Llista de Moviments
1. Introduction et marche royal du Lion
2. Poules et Coqs
3. Hémiones, animux véloces
4. Tortues
5. L'Elephant
6. Kangourous
7. Aquarium
8. Personnages à longues oreilles
9. Le Coucou au fond des bois
10. Volière
11. Pianistes
12. Fossiles
13. Le Cygne
14. Final[5][6]